# 武能岳
武能岳 （ぶのうだけ）は、新潟県南魚沼郡湯沢町と群馬県利根郡みなかみ町に位置する山で、標高1,760メートルである。山稜の東側が上信越高原国立公園に指定されている。また、ぐんま百名山で、「ぐんま県境稜線トレイル」谷川岳・ 馬蹄形縦走コースにもなっている。

## 登山ルート
- 茂倉新道登山口。
- 蓬ヒュッテ（20名収容）1,529メートル[5]。
- 白樺避難小屋（4名収容） 1,267メートル。

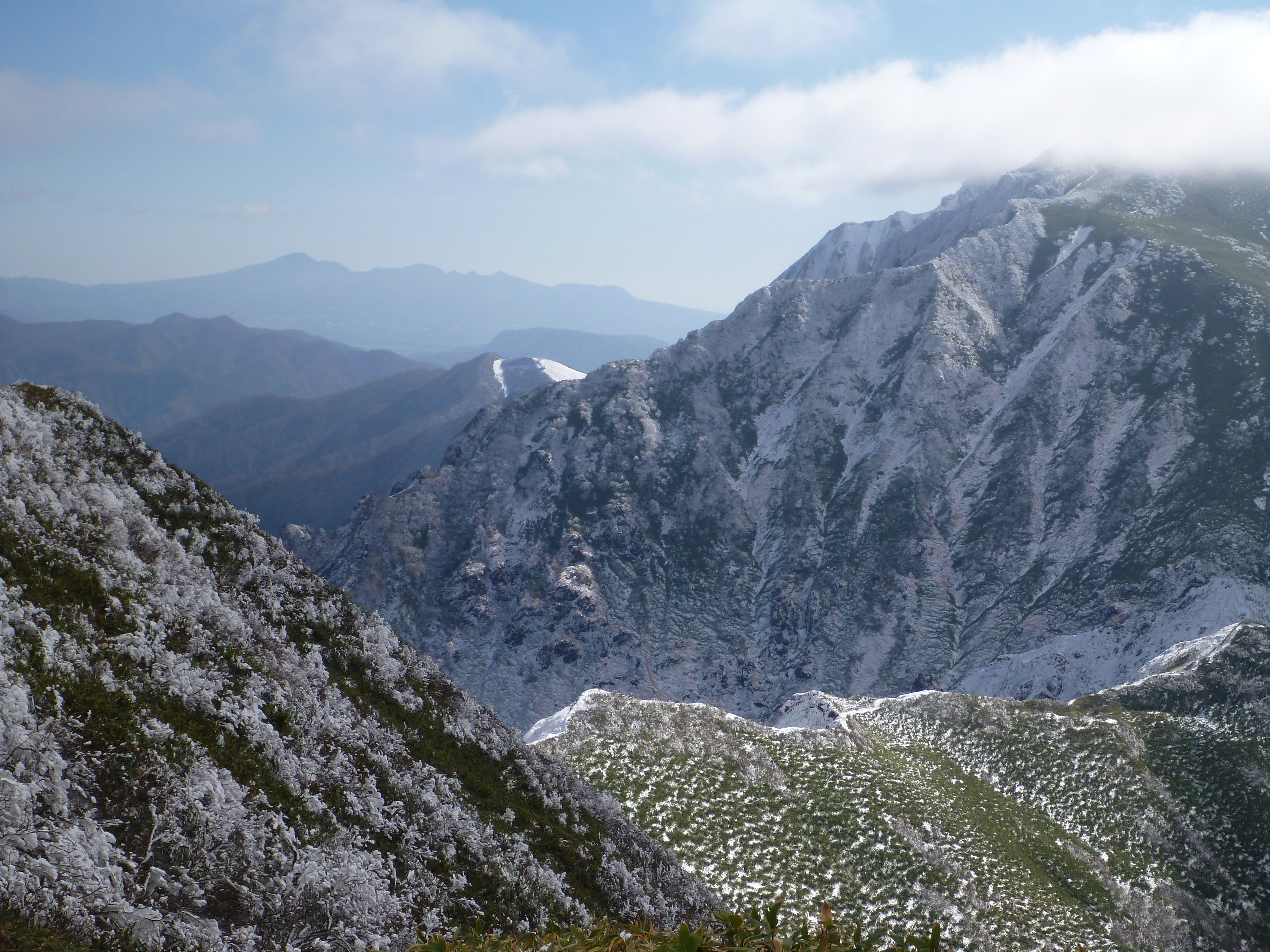
武能岳より南南西に一ノ倉岳を望む。左奥は赤城山。

## 河川
- 湯檜曽川
- 魚野川

## アクセス
- 車:関越自動車道湯沢インターチェンジより、茂倉新道登山口（100台:無料）まで約30分[6]。
- 電車:上越線土樽駅より、蓬新道登山口まで徒歩約50分。

## 周辺の山々
- 七ツ小屋山・朝日岳・笠ヶ岳・白毛門
- 茂倉岳・一ノ倉岳・谷川岳・万太郎山・仙ノ倉山・平標山
- 三国山